# Caccobius gallinus
Caccobius gallinus là một loài bọ cánh cứng trong họ Bọ hung (Scarabaeidae).